# Naked Lunch (Film)
Naked Lunch ist ein britisch-kanadischer Body-Horror-Film von David Cronenberg aus dem Jahre 1991. Durch einen Perspektivenwechsel schuf Cronenberg keine Verfilmung des gleichnamigen Kultromans von William S. Burroughs, sondern zeigt dessen (fiktionalisierte) Entstehung. Extraterrestrisch anmutende Kreaturen und halluzinogene Substanzen sorgen dafür, dass Realität und Fiktion surrealistisch ineinander übergehen. 
In Deutschland wurde der mit sieben Genie Awards prämierte Film erstmals am 16. Februar 1992 im Rahmen der Berlinale gezeigt.

## Handlung
1953 erschießt der Kammerjäger William „Bill“ Lee im Drogenrausch seine Frau, während das Ehepaar mit Pistole und Wasserglas das Pfeil-und-Apfel-Spiel von Wilhelm Tell nachahmt. Nach der Tat flüchtet er in die Internationale Zone von Tanger. Umgeben von vielgestaltigen Junkies, Drogenhändlern und bizarren Kreaturen (darunter sprechende, insektoide Schreibmaschinen und monströse Halbwesen, die sogenannten Mugwumps) stolpert Lee als angeblicher Geheimagent durch einen surrealen Albtraum, während er gleichzeitig seine Erlebnisse in einem Roman namens „Naked Lunch“ festhält.

## Kritiken
„Metaphorisch angelegte, schwer zu entschlüsselnde Verfilmung des autobiografisch gefärbten Kultbuchs von William S. Burroughs. Trotz der bizarren und für feinsinnigere Gemüter auch ekelerregenden Beschreibung des Drogenrausch stellen Inszenierung und Bildgestaltung einen eher ruhigen Erzählfluß her, der Horrortrip und Realität untrennbar verwebt und das Geschehen als einen Schwebezustand des Bewusstseins darstellt.“

„Die Geschichte handelt nicht nur von Drogenexzessen und dem Rausch des Schreibens. Vielmehr offenbart uns Cronenberg die Gedankenwelt von Burroughs und lässt uns in die Tiefe blicken. Cronenberg kratzt nicht nur an der Oberfläche, sondern versucht das Unaussprechliche sichtbar zu machen. Wer sich darauf einlässt, erfährt mehr als visuelle Mutationen, die an The Thing erinnern. Der Regisseur sucht den tiefen dunklen Meeresgrund der Seele ab und findet dort etwas, was dem Schriftsteller möglicherweise selbst nicht völlig klar war. Wer die früheren Werke von Cronenberg liebt, wird von Naked Lunch nicht enttäuscht werden.“

## Auszeichnungen
Der Film wurde für zehn Genie Awards nominiert und gewann sieben davon. Weiter war er auf der Berlinale 1992 im Wettbewerb um den Goldenen Bären, den er aber nicht gewinnen konnte.

## Hintergrund
- Der gesamte Spielfilm wurde im kanadischen Toronto gedreht, dem Geburtsort des Regisseurs David Cronenberg. Jene Szenen, die in der  marokkanischen Stadt Tanger spielen, wurden in von der Designerin Carol Spier gebauten Kulissen gedreht, die der dortigen Altstadt nachempfunden sind. Wegen des damaligen Golfkrieges und damit verbundenen versicherungstechnischen Einschränkungen im Mittelmeerraum waren Dreharbeiten direkt in Tanger für Regisseur Cronenberg nicht möglich.[3]
- David Cronenberg schrieb das Drehbuch zu Naked Lunch in London, als der Filmemacher dort als Nebendarsteller an den Dreharbeiten zu dem Horrorfilm Cabal – Die Brut der Nacht von Clive Barker aus dem Jahr 1990 teilnahm.
- Viele Filmszenen sind musikalisch untermalt mit Klängen des Free-Jazz-Saxofonisten Ornette Coleman, zum Beispiel mit dessen Stücken Midnight Sunrise und Bugpowder.
- Bei dem Schreibmaschinen-Käfer, dessen Leib aus einem sprechenden analen Schließmuskel des Schriftstellers William "Bill" Lee besteht, handelt es sich um eine Marionette, die von 16 Spielern bedient wurde, die für den Zuschauer unsichtbar unterhalb der Kulissen agierten. Die Szene, in der der Schreibmaschinen-Käfer Clark-Nova den fremden Schreibmaschinen-Käfer Martinelli tötet, interpretiert Cronenberg als Metapher für den Konkurrenzkampf zwischen Schriftstellern.
- In dem Spielfilm Naked Lunch nehmen die alienhaften Kreaturen namens Mugwumps mehr Raum ein als in dem zugrundeliegenden Roman.
- Für seinen Film verwendete David Cronenberg zusätzlich einige Handlungselemente aus der Kurzgeschichte Exterminator! von William S. Burroughs, die in dem Roman Naked Lunch nicht vorkommen.
- Die im Film auftretende Person Dr. Benway, die Bill Lee das schwarze Pulver aus dem Fleisch des brasilianischen Tausendfüßlers verschreibt, ist eine zentrale Figur, die in den Texten und Geschichten von Autor William S. Burroughs immer wiederkehrt, zum Beispiel in seinem Roman Nova Express. Die Hauptfigur des mittellosen Schriftstellers William "Bill" Lee dagegen stellt ein literarisches Alter Ego von Burroughs dar. Darüber hinaus sind vier Figuren von realen Menschen inspiriert, zu denen Burroughs einst eine Bekanntschaft pflegte, etwa Hank und Martin, die charakterlich angelehnt sind an den beiden Beat-Autoren Jack Kerouac und Allen Ginsberg, sowie Tom und Joan Frost, die sich auf Paul und Jane Bowles beziehen, mit diesem Paar schloss Burroughs 1963 in Tanger, Marokko Freundschaft.
- Der Darsteller Peter Weller feuert in dem Film eine Pistole der tschechischen Marke CZ (Česká zbrojovka) ab.